# 牧場物語 ミネラルタウンのなかまたち
『牧場物語 ミネラルタウンのなかまたち』は、マーベラスインタラクティブより2003年4月18日に発売された、ゲームボーイアドバンス専用のシミュレーションゲームである。同年12月12日にはマイナーチェンジ版の『牧場物語 ミネラルタウンのなかまたち for ガール』も発売された。
1999年12月16日にプレイステーション用ソフトとして発売された『牧場物語 ハーベストムーン』の移植作品であるため、ゲームシステムおよび設定が共通する。グラフィックについてはGBA向きの2Dグラフィックに変更されている。
2019年10月17日にはリメイク版となるNintendo Switch用ソフト『牧場物語 再会のミネラルタウン』が発売。

## ストーリー
幼い頃、両親に連れられて行った田舎町ミネラルタウン。そこに住む牧場主のおじいさんの厚意で、主人公は牧場でしばらく日々を過ごした。牛に乗ったり、鶏の世話をしたり、楽しい日々だった。小さな女の子のお友達もできた。牧場から帰った後も、主人公はおじいさんと文通を続けていた。ところがあるとき、おじいさんからの手紙が途絶えてしまう。不思議に思った主人公が牧場を訪ねると、おじいさんは亡くなり、牧場は荒れ放題になってしまったと言う。主人公は、自分の手で、牧場をかつての立派な姿に蘇らそうと決意した。

## ゲームシステム
畑仕事と家畜の世話の2つを主に牧場を経営し、施設を充実させたり家畜を増やしたりして、どんどん牧場を発展させていくのが基本となる。この他にも釣りに興じたり、鉱石場へ行って鉱石の採掘なども行なえる。

## 農業
畑に種を蒔き、じょうろで水をやり育て、農作物を収穫し出荷する。育てられる作物の種類は季節によって異なる。また、出荷は出来ないが、花を育てることも可能。各季節に育てられる作物および花は以下の通り。これ以外に、春から秋にかけて種を蒔き、水なしで成長する牧草がある。
春の月
カブ、ジャガイモ、きゅうり、キャベツ、イチゴ、トイフラワー草、ムーンドロップ
夏の月
トマト、とうもろこし、玉葱、かぼちゃ、パイナップル、ピンクキャット草
秋の月
なす、にんじん、さつまいも、ピーマン、ほうれんそう、マジックレッド草

## 飼育
牛、鶏などの家畜を世話し、副産物を出荷する。全ての家畜に共通して、餌をやるのを1日でも忘れると次の日から不機嫌になり、機嫌が直るまで副産物が取れなくなる。
鶏
最も基本的な家畜。餌をやると毎日1個ずつ卵を産む。卵は愛情度と祭りでの優勝経験によって品質が決定される。品質は普通の品質の卵・いい品質の卵・かなりいい品質の卵・金の卵・Pの卵・Xの卵の6種類がある。卵をマザーズ・ヒルの温泉に投げ入れるとその品質を問わず温泉卵になる。増築後に鍛冶屋で作ってもらえるマヨネーズメーカーに卵を放り込むと、サイズに対応したマヨネーズが手に入る。
餌は鶏の餌という専用アイテムを養鶏場で買うが、とうもろこしを水車小屋に投げ入れることでも手に入れられる。また、晴れた日に外に放牧していると、勝手に餌を探して食べてくれるので、こちらから餌をやらなくてもいい。持ち上げて下ろすことで愛情度が上がる。
小屋の孵化箱に卵を入れると、ひよこが生まれ、やがて鶏に成長する。
牛
餌をやると毎日1回ずつ乳搾りができる。牛乳を1回当たりに搾れる量（サイズ）は愛情度や祭りでの優勝経験によって決定される。サイズは牛乳Sサイズ、牛乳Mサイズ、牛乳Lサイズ、牛乳Gサイズ、牛乳Pサイズ、牛乳Xサイズの6種類がある。チーズメーカーに放り込むと、それぞれ対応したサイズのチーズに加工される。
餌は成長した牧草を刈ってできる飼い葉だが、成長しきった牧草のある外に放牧しておくと、勝手に食べてくれる。ブラシをかけることで愛情度が上がる。
牛のタネを大牛に使うと妊娠し、21日後に子牛を生む。子牛は、中牛を経て大牛と成長し、大牛になって初めて牛乳が搾れるようになる。
羊
餌をやると1週間に1回、羊毛を刈り取れる。愛情度や祭りでの優勝経験によって、羊毛Sサイズ、羊毛Mサイズ、羊毛Lサイズ、羊毛Gサイズ、羊毛Pサイズ、羊毛Xサイズの6種類の量がある。毛糸玉メーカーに放り込むと、毛糸玉に加工できる。餌は牛と同じ。ブラシをかけると愛情度が上がる。
羊の種を羊に使うと妊娠し、21日後に子羊を生む。子羊は羊へと成長し、羊になって初めて羊毛が刈り取れるようになる。

## 釣り
イベントで釣り竿を入手すると、水辺で魚釣りが出来るようになる。釣った魚は出荷でき、大きさにより小魚・中魚・大魚の三種類に分けられる。また、釣り上げ時には魚の種類名やサイズなど詳細な情報を得られる。
釣り場は湖・泉・上流・下流・海の5箇所。
また、「ぬし」と呼ばれる特殊な魚もいる。「ぬし」は釣っても出荷できない代わりに、魚拓がいろいろ画面に表示されるようになる。「ぬし」は、イカ・イトウ・コイ・シーラカンス・アンコウ・温泉ナマズの6種類。

## 鉱石掘り
二箇所ある鉱石場で、鍬とハンマーを片手に鉱石を掘り出せる。
泉の鉱石場
温泉の近くの鉱石場で、一年中入れる。採れる鉱石は、クズ鉱石・銅・銀・金・ミスリル・アダマンタイト・オリハルコンの7種類。銅・銀・金・ミスリルは、道具（鍬、斧、ハンマー、鎌、じょうろ、釣竿）を鍛えるのに使い、鍛えられた道具はパワーアップする。アダマンタイトは各種メーカー類の材料で、オリハルコンはアクセサリーの材料になる。また、すべての鍛えられる道具を祝福の道具にしたとき、賢者の石という鉱石が採れるようになる。条件を満たして最下層に行くと飛行石や謎の石版も発見できる。
湖の鉱石場
かっぱの住む湖に浮かぶ小島にある鉱石場。湖が凍りつく冬の月のみ入れる。採れる鉱石は、クズ鉱石・アメジスト・めのう・蛍石・ペリドット・トパーズ・ルビー・エメラルド・ダイヤモンド・サンドローズ・ムーンストーン・アレキサンドライト・ピンクダイヤモンドの13種類。出荷するとそれなりの稼ぎになる。

## 恋愛
花嫁候補の女の子たち（後述）と会話をしたりプレゼントを上げたり、イベントを起こしたりして、愛情を深めることが出来る。その度合いは愛情度というパラメータで表される。愛情度が上がるにつれ、会話のときに女の子の顔の部分に表示されるハートの色が、黒→紫→青→緑→黄→橙→赤と変わっていく。
ハートの色が橙になると雑貨屋にて「青い羽」というアイテムが売り出される。大きなベッドがある・女の子のハートの色が赤・すべての恋愛イベントが終了済み、の3つの条件が揃った状態で「青い羽」を使うと、プロポーズ、結婚となる。結婚後も夫婦特有のイベントが幾つか起こり、子供が生まれることもある。
花嫁候補にはそれぞれ恋のライバルたち（後述）が設定されている。ライバルと花嫁候補とのイベントも何種類か用意されており、一連のイベントが全て起こると、ライバルと花嫁候補とが結婚してしまう。

## 増築
切り株や枝を斧で割ると、資材が手に入る。その資材を使って、自宅の増築や各種施設の建設ができる。
自宅（第一次増築）
一回目の自宅の増築。整理棚と冷蔵庫、台所を設置できるようになる。
自宅（第二次増築）
二回目の自宅の増築。大きいベッドを購入できるようになる。購入すると、花嫁候補と結婚できる条件の一つを満たす。
鶏小屋
最大8羽まで鶏を飼えるようになり、孵化箱も2つに増える。また、卵をマヨネーズに加工するマヨネーズメーカーも設置できるようになる。
動物小屋
牛と羊を合わせて最大16頭飼えるようになり、妊娠用餌箱も2つに増える。また、牛乳をチーズに加工するチーズメーカーと、羊毛を毛糸玉に加工する毛糸玉メーカーも設置できるようになる。
お風呂
第二次増築終了後に発注できる。温泉と同じ効果を得られるが、30分単位での行動になる。

## 料理
台所ができ、調理道具をテレビショッピングで揃えると、料理ができるようになる。牧場で取れた作物や副産物、マザーズ・ヒルで拾った採取物、雑貨屋に売っているカレー粉などの材料と、調理道具を選ぶと料理を作る。失敗することもあるが、成功するとレシピに書き込まれる。レシピをもとに、アレンジも可能である。

## 登場人物
主人公の他にもこのゲームには様々なキャラクターが存在する。

### 花嫁候補
カレン
雑貨屋の娘。お酒好きで姉御肌、さばさばした性格。料理が苦手。リックの幼馴染。
ポプリ
養鶏場の娘。天真爛漫で子供っぽい一面があり、都会に憧れている。
エリィ
ミネラル医院で看護婦見習いをしている。いつかは祖母エレンの足を治すのが夢。
マリー
図書館の受付嬢。控えめな性格で無類の本好き。自分で小説を書いている。
ラン
宿屋の娘。とにかく元気で明るい。色気より食い気で、料理の腕は中々なもの。
ジェニファー
『再会のミネラルタウン』の新規追加キャラクター。都会を出て放浪の旅をしている旅人。

### 花婿候補
リック
旅に出ている父に代わり養鶏場を切り盛りする青年。基本的には思いやりがあり頼りがいのある性格だが、やや短気で直情的。妹のポプリと仲のいいカイとは犬猿の仲。
カイ
夏の月だけミネラルタウンにやってきて、海の家を開いている。女性には人気が高いが、軽い口調から同性には不人気。ただ、グレイとは仲がいい。実家がいくつかの高級レストランを経営している。
ドクター
ミネラル医院の医者。一見クールだが、胸に秘めたものは熱い。
グレイ
サイバラの孫で、鍛冶修行中の身である。サイバラからはなかなか認めてもらえず、少し苛立っている。ややぶっきらぼうで無愛想だが、女の子には弱く、照れ屋で純情で奥手。カイとは友人。
クリフ
登場当初は暗く消極的な性格だが、街にとどまる理由を見つけてからは明るい性格になる。家族と離れ離れになったらしいが、詳しい過去はまだ謎の中である。
ブランドン
『再会のミネラルタウン』の新規追加キャラクター。芸術家で、ゴッツの家に住んでいる。

### その他の人々
サイバラ
鍛冶屋の主。道具を鍛えてくれたり、オリハルコンからアクセサリーを作ってくれたり、アダマンタイトから各種メーカー類を作ってくれたりする。
ムギ
ヨーデル牧場の牧場主。温泉好き。羊や牛、餌などを売っている。イベントで子馬を譲ってくれることもある。
メイ
ムギの孫娘。母親のジョアンナはメイをヨーデル牧場に置き、都会で暮らしている。ユウと仲良し。なぜかゴミをもらうと喜ぶ。
リリア
リックとポプリの母親。病弱だがのんびりとした性格。夫のロッドは彼女の病気を治すために必要な「砂漠の花」を探して旅に出ている。
デューク
果樹園の主。酒好き。一人娘のアージュが旅に出ているため、少し寂しいらしい。
マナ
果樹園の奥さんでデュークの妻。無類のおしゃべり好きで、かなり長くしゃべる。うわさ話も好き。
ダッド
宿屋の主人。料理の腕は一流。妻に先立たれ、娘のランを男手一つで育てた。ランの貰い手がいるかどうかが目下の心配。
バジル
マリーの父親で、植物学者。毎週月曜日は、晴れればマリーたちをマザーズ・ヒルに連れて行っている。
アンナ
バジルの妻でマリーの母。品行の大人びたマダム。お菓子作りが得意で、イベントが起きれば、主人公にお菓子作りを教えてくれる。
エレン
エリィの祖母。足が悪く、一年中家にいる。
ユウ
エリィの弟。腕白でいたずら好きだが泣き虫。でも姉のエリィが大好き。
トーマス
ミネラルタウンの町長。いろいろな行事の主催者でもある。ワインに目がない。
ハリス
トーマスの息子。ミネラルタウンの警備をしている。果樹園の娘アージュに想いを寄せている。
ジェフ
雑貨屋の主で、カレンの父親。気が弱く、休みの日はいつもミネラル医院に通っている。実は絵の才能がある。
サーシャ
カレンの母親。さっぱりした面倒見のいい性格で、ジェフをよく助けている。リリアのことも心配しており、たまに会いに行っている。
カーター
教会の神父。常に微笑んでいるのほほんとした性格。ドクターと仲が良いらしい。いつもおもしろいんだかそうでないんだかよく分からない話をしてくれる。
ザク
出荷業者。海岸に住んでいる。リリアのことが今でも好きである。
ホアン
ザクの家に住んでいる行商人。いろいろ貴重なものを売ってくれる。美人に目がない。
ゴッツ
増築屋さん。以前、雪山で妻と子供を亡くした過去を持つ。
グルメマン
年に一度、春の月の料理祭にのみミネラルタウンにやってくる、審査員。
めがみさま
マザーズ・ヒルの泉に住んでいる。いつも主人公や街の人々を見守っている気さくな女神。条件を満たすと花嫁候補にできる。
かっぱ
マザーズ・ヒル中腹の泉に住んでいる。好物のきゅうりを投げ込むと会える。
コロボックル
教会の裏に住んでいる小人。七人いて、名前はそれぞれ、シェフネン、ナッピー、ティミット、グリーディ、チョッカク、ボルドー、アクア。仲良くなると牧場の仕事を手伝ってくれる。

## イベント
ミネラルタウンには様々なイベント（行事）がある。

### 春の月
もちつき大会
ローズ広場でみんなで餅つき大会をする。ついた餅は持ち帰ることができる。
春の感謝祭
いわゆるホワイトデー。女の子にクッキーかチョコクッキーを上げると喜ばれる。
春の草競馬
草競馬。1位になる馬を予想してメダルを賭けられる。手に入れたメダルは草競馬特有の景品と交換できる。牧場に馬が入れば、主人公が乗ってレースに参加できる。
料理祭
料理を持ち寄ってグルメマンに審査してもらう祭りである。

### 夏の月
海開き
犬のフリスビー大会がある。飼い主が投げたフリスビーを犬が追いかけ、飛び上がってフリスビーを口で受け止めるというもので、投げた地点からどれだけ遠い距離でフリスビーを受け止めたかを競う。自分の犬が成長していると参加できる。
鶏祭り
2羽の鶏を向かい合わせ、相撲させるお祭り。主人公は自分の鶏に声援を送ることが出来る。優勝すれば、鶏は金の卵かPの卵を産むようになる。
牛祭り
牛の品評会。優勝すれば、その牛は、ミルクGサイズかミルクPサイズを出すようになる。
花火大会
ミネラルビーチで花火を観る。愛情度がある程度あれば、花嫁候補の女の子を誘って一緒に観ることができる。

### 秋の月
音楽祭
教会で行われる。マリーがオルガン、ラン、エリィがフルートを伴奏し、カレンがボーカル。主人公も、オカリナを持って参加できる。
収穫祭
ローズ広場で行われる、大きい鍋に皆で持ち寄った食材を入れ、食べるというもの。主人公も好きな食材を入れられる。体力が下がる食材をいれると参加した住民の友好度が下がる。
お月見
マザーズ・ヒルの頂上でお月見をする。一番愛情度の高い女の子が頂上で待っていてくれることもある。月見団子を持っていくと、二人で食べられる。
秋の草競馬
春の草競馬と同様の行事。
羊祭り
羊の品評会。優勝すると、その羊からは、羊毛Gサイズか羊毛Pサイズが刈り取れるようになる。
かぼちゃ祭り
ハロウィンのようなもの。牧場にやってくるメイ、ユウにお菓子をあげると喜ばれる。ポプリもやってくる。

### 冬の月
年越しそばと年越しの集いはどちらか片方しか参加できない。なお、どちらにも参加しないで寝ると初夢が見られる場合もある。
冬の感謝祭
いわゆるバレンタインデー。ある程度愛情度の高い女の子が牧場にやってきて、主人公にチョコまたはチョコレートケーキをくれる。
星夜祭
女の子の家にいって、家族と一緒にパーティを開く。ある程度愛情度が高くないと誘われない。
星夜の贈り物
靴下を持っていて、靴下置き場に掛けていると、トーマスがこっそりプレゼントを入れてくれる。
年越しそば
ローズ広場で、みんなで年越しそばを食べる。余ったそば粉を貰うこともできる。
年越しの集い
マザーズ・ヒル頂上で、初日の出を見る。

### その他の代表的なイベント
コロボックルのお茶会
コロボックル全員と仲がよいと、春の月にお茶会に招待される。
幸せの花（月下美人）
エレンがずっと見たがっている「幸せの花」を探しに行くイベント。
果樹園バイト
1年目の秋、果樹園のバイトを主人公が頼まれるというイベント。クリフを誘うことが出来る。
クリフ旅立ち
果樹園バイトでクリフを誘っていないと発生。1年目が終わるとクリフがミネラルタウンからいなくなる。
流れ星
5年に一度の秋に発生するイベント。3種類の中から一つ願い事を言うと必ず叶う。

## 牧場物語 ミネラルタウンのなかまたち for ガール
『牧場物語 ミネラルタウンのなかまたち for ガール』は、マーベラスインタラクティブより2003年12月12日に発売された、ゲームボーイアドバンス専用のシミュレーションゲーム。『ミネラルタウンのなかまたち』の主人公が女の子に変更されたものである。

### ストーリー
仕事仕事の毎日に飽き飽きしていた主人公。ある日家に牧場のチラシが届く。魅力的な動物の世話や作物の栽培の生活。都会暮らしだった主人公は牧場に行くことを決意する。しかし、主人公をまっていたのは荒れ果て、チラシとは似ても似つかない牧場であった。家も売り払い、帰るところのない主人公はこの牧場を蘇らせてみせようと牧場主になる。

### 男の子版との違い
- 男の子のキャラクター（男の子版のライバル）と恋愛できる。
- 女の子のキャラクター（男の子版の花嫁候補）が恋のライバルになる。
- 条件を満たすとホアン、グルメマン、かっぱと恋愛できる。
- 服を着替えることができる。
- 台所で作った料理を売ることができる。
- 牧場経営のやり込みを数値化した「牧場度」を確認することができる（単位はgirl）。

## 牧場物語 再会のミネラルタウン
『牧場物語 再会のミネラルタウン』は、マーベラスより2019年10月17日に発売されたNintendo Switch用ゲームソフト。
『ミネラルタウンのなかまたち』『同for ガール』の内容を統合したフルリメイク作品で、シリーズ初のNintendo Switch向けタイトルとなる。
2021年8月31日に、PlayStation 4 / Xbox One版を同年11月25日に発売すると発表した。また、今作は牧場物語シリーズで初めてXboxハードにリリースする。

### 追加要素
- キャラクターイラストが新規に描き起こされ、一部のキャラクターデザインについても変更が行われている。
- 結婚候補2名を追加。
- 恋人時期追加。
- 『コロボックルステーション for ガール』以来となる「大親友の儀」を採用。同性の結婚候補も一緒に生活できる（男性同士で「大親友の儀」を行えるのはシリーズ初）。

・ライバルイベントは発生するがライバル同士の結婚までは結びつかない